# Scopula wegneri
Scopula wegneri är en fjärilsart som beskrevs av Louis Beethoven Prout 1935. Scopula wegneri ingår i släktet Scopula och familjen mätare. Inga underarter finns listade.